# Archambaud VI de Bourbon
Archambaud VI de Bourbon dit le Pupille (né vers 1084 (?) et mort vers 1116 (?)) est seigneur de Bourbon après 1096 jusqu'en 1116.

## Biographie
Archambaud VI est le fils unique d'Archambaud V de Bourbon et de son épouse inconnue. 
À la mort de son père, il n'est qu'un enfant sous la tutelle de son oncle Aymon Vaire-Vache d'où son surnom de Pupille. Cette partie prête à controverse : Achille Allier avait noté qu'Archambaud VI n'était peut-être pas aussi jeune qu'on a pu le penser et que les textes étaient sujets à interprétation : ainsi le surnom de 'pupille vient principalement du fait que dans la bulle d'Urbain II sur Aymon (janvier 1097), celui-ci est nommé "Aimo Borbonensis", soit régent… et que par déduction on a interprété comme tuteur, mais en fait le terme est clair, c'est bien régent de la province de Bourbon dont il est question et non de "l'enfant"[pas clair]. De plus, il ne peut avoir été enfant toute sa vie, ce qui marque bien que les déductions sur son âge étaient fausses quand on lui a donné le surnom de Pupille,  
Aymon tente de capter son héritage et, en 1108-1109, Alard de la Roche-Guillebaut (Guillebautus, Guillebauto le nom ne s"écrira qu'avec un "d" en fin : Guillebaud que bien plus tard) qui avait épousé sa mère, la veuve d'Archambaud V, fait appel en son nom au roi Louis VI de France qui avait pris le contrôle de la vicomté de Bourges en 1101. Ce dernier mène une expédition en Bourbonnais et convoque Aymon Vaire-Vache. Ce dernier refuse de comparaître ; le roi investit alors Germigny et Aymon II fait sa soumission. Aymon II doit partager l'héritage avec le jeune Archambaud VI, mais l'accord est très favorable à Aymon.
À noter qu'à aucun moment Archambaud VI ne semble diriger ni se soucier du Bourbonnais, et quand il semble apparaître dans des chartes et autres documents, c'est souvent en fait son cousin (Archambaud VII) ou son oncle (Aymon) qui en est l'auteur, sous le titre de Archambaud VI (et parfois même sous Archambaud V), créant ainsi une grande confusion sur les documents officiels. 
En 1100, le pape Pascal II donne une confirmation de la paix de Souvigny en faisant état de l'accord d'Archambaud, en ignorant celui d'Aymon, ce qui prouve qu'au moins en 1100, Archambaud VI est majeur et présent. De ce fait, on peut en déduire qu'à la disparition de son père en fin 1096, il avait déjà au minimum 12 ans (sans doute plus), soit l'âge pour accompagner son père en tant qu'écuyer. En fait, on peut encore le vieillir, car on sait que l'accord de Germiny et de Saint-Pourçain, que son oncle Aymon II signe avec le roi Louis VI, est aussi signé par le fils d'Aymon (le futur Archambaud VII) et qu'il y a une différence de dix ans entre les cousins, ce qui fait de notre "Pupille", au moins, un tout jeune chevalier (au minimum 16 ans) en 1096. 
Dans les faits récoltés, il est plus que certain que son père soit parti en croisade en 1096 (voir Archambaud V) et que son fils l'ait accompagné, mais que celui-ci a survécu, sa réapparition en 1100 coïncidant avec le retour de la majorité des "pèlerins" (croisés) après la prise de Jérusalem. De même, autre indice : en 1098, Eudes Ier de Bourgogne partit à la tête de 100 000 croisés, rejoindre les comtes Étienne II de Blois et Hugues Ier de Vermandois en Palestine. Sa croisade est mieux organisée, et pour cette expédition il existait une liste des effectifs, conservée dans un parchemin de la Bibliothèque royale (document existant encore en 1845). Parmi cette liste, on retrouve Guillaume de Bourbon, Girard et Maillart de Bourbon qui partent donc avec cette expédition. Cependant, même si le fait est indiscutable, c'est illogique, puisque le Bourbonnais ne dépendait pas de la Bourgogne et que la mort d'Archambaud V était déjà confirmée, la seule explication est que nos trois "Bourbons" (Guillaume est le mari d'Alix de Bourbon, et seigneur de Montluçon) profitèrent de cette expédition pour amener des secours financiers (et autres) à un jeune homme démuni, qui, à la suite d'un naufrage près des côtes de l’Épire d'une partie de la flotte du duc de Vermandois,,, s'est vraisemblablement retrouvé sans ressources, en plus d'avoir perdu son père.
De même, sa re-disparition après 1100 et son désintérêt évident pour le Bourbonnais, incitent à penser qu'il est reparti en 1101 avec Eudes Arpin, vicomte de Bourges (dont le frère, Geoffroy de Dun, avait accompagné Archambaud V), et Guillaume II de Nevers lors de la deuxième croisade de secours. 
Son oncle Aymon II de Bourbon, qui lui succède dans la seigneurie en 1116, sans qu'on sache si c'est à la suite de sa mort ou par renoncement. L'épilogue de Suger donnée au récit de l'affaire de Germigny est à méditer : « Rex vero, retento castro, et eodem Haimone in Francia causae reducto, Francorum judicio aut concordia avunculi et nepotis litem tam justissime quam piissime diremit. » : On peut tout aussi bien penser que cet héritier frustré, dont la cause était présentée par un avocat assez mal en cour, fut évincé définitivement — avec toute la justice et la douceur qu'évoque Suger sans doute — au profit d'un oncle dont la politique royale monnaya immédiatement la reconnaissance. Donc quand son oncle fut logiquement et finalement nommé comte en 1116 ce n'est sans doute pas dû au décès de Archambaud VI, mais par son évincement (Sans doute volontaire, car on remarque bien qu'il se désintéresse du Bourbonnais, cela explique aussi les protestations d'Aymon II en 1108 lors de l'intervention de Germiny, car à l'entendre, il aurait hérité régulièrement de la seigneurie de Bourbon… cf. Suger).
On ne sait pas grand-chose de Archambaud VI de vrai et vérifiable. Une seule chose est certaine, c'est qu'il se désintéresse totalement de la gestion de sa province natale, le seul écrit étant celui du pape Pascal II de 1100 (dont la qualité du latin utilisé montre une personne éduquée). Il ne défend même pas ses droits face à son oncle en 1108, puisque seul son beau-père et sa mère le font. Cette dernière étant assez religieuse, ce qui explique la qualité de son éducation, l'on peut-être poussé à épouser une cause plus spirituelle, même si son père et son grand-père, réputés plus pour leur "violence" ont certainement dus aussi lui inculquer une instruction plus guerrière (voir militaire). Partagé entre ces deux mondes, la possibilité qu'il ait préféré retourner en Terre Sainte est hautement probable.
On ne lui connaît ni descendance, ni alliance. 
À noter que selon la chronique de Cluny, Archambault VI meurt en 1179, mais celle-ci prête à caution, car sa redécouverte a pour origine le père André de Saint-Nicolas et fut déclarée fausse par Jean-Baptiste Colbert qui enquêta sur les documents du père André en 1680.

## Légende au sujet d'Archambaud de Saint-Amand et d'ArchambaudVI
Lors du concile de Troyes le 13 janvier 1129, figure parmi les fondateurs des l'ordre des Templiers, un Archembaudum de Sancto Amano (Archambaud de Saint-Amand). Sancto Amano est un terme qui fut utilisé pour désigner Saint-Amand (aujourd'hui Saint-Amand-Montrond) dans le Cher, mais à l'époque dans le Bourbonnais. À savoir que le prénom Archambaud est à l'époque une caractéristique uniquement valable en région Centre (Berry, Limousin, Auvergne…) et inexistant dans les autres provinces.
Parmi les seigneurs présents au concile de Troyes, figure le comte d'Auxerre, de Tonnerre et de Nevers, Guillaume II de Nevers, lié par mariage à la famille de Bourbon (voir Aymon II), sa présence pourrait alors s'expliquer par des liens familiaux, en plus de liens de féodalité si Archambaud VI a bien participé à la croisade de secours de 1101 organisé par Eudes Arpins (Eudes de Dun), et Guillaume II. Ce qui est assez probable, sachant que l'expédition correspond bien à la "seconde" disparition de Archambaud VI. De plus, les chevaliers présents lors de ce concile étaient tous présentés par un seigneur (un suzerain, un membre influent de la famille… c'est une règle de la Chevalerie). Or si l'on retire la possibilité qu'Archambaud VI de Boubon soit Archambaud de Saint-Amand, la présence de Guillaume de Nevers à cette réunion n'a plus aucune raison logique et valable.
Quand en 1095, son père Archambaud V avait convoqué une cour de justice à Montet au Moines, pour terminer les différends que le sire de Bourbon avait avec les religieux de Souvigny, le pape Urbain II assistait à cette réunion, ainsi que plusieurs seigneurs, dont Guillaume de Saint-Amand et Godfroid de Dun (frère de Eudes Arpins, déjà Vicomte de Bourges). Le fils d'Archambaud V, dit « Archambaud VI le pupille », pourrait avoir épousé une des filles de Guillaume de Saint-Amand, et ainsi hérité d'un titre (puisqu'en 1116, de toute façon, il n'a plus celui de Bourbon, échu à son oncle Aymon). À noter que Guillaume de Saint-Amand (la famille de Saint-Amand) est la seule famille à porter ce titre à cette époque… La plupart des autres lieux en Saint-Amand sont soit postérieurs, soit avaient un autre nom à cette époque, soit dépendaient d'une autre seigneurie. Il pourrait donc bien avoir été seigneur de Saint-Amand le Chastel (ce qui expliquerait aussi les différentes erreurs des chartes concernant la numérotation des sires de Bourbon). après 1116.
On sait qu'Eudes (Odon) de Saint-Amand (8e maître de l'Ordre du Temple) est originaire d'une famille noble du Limousin (le Bourbonnais étant à la Charnière entre Berry, Limousin, Nivernais et Auvergne), il pourrait alors avoir été le fils d'Archambaud de Saint-Amand / Archambaud VI, mais cette partie-là n'a rien de certain, une homonymie étant tout à fait possible (un doute existe sur le fait que Eudes ait pu être de Saint-Chamont et non de Saint-Amand), les seules données disponibles pouvant orienter dans cette direction sont le point qui suit et une donation de Pétronille de Chemillé, une fois devenue abbesse de Fontevraud, faite entre 1131 à 1143 à un certain Odon, sur ses fonds propres en présence de Foulques d'Anjou, alors roi de Jérusalem ; mais le nom de famille n'est pas mentionné.
La chronique de Cluny donnant Archambaud VI pour mort en 1179 pourrait alors en fait se référer à son fils Eudes, qui lui est bien mort en 1179, à la suite de la bataille de Marj Ayoun et le père André de Saint-Nicolas n'aurait alors fait qu'une erreur de recopie (volontaire ?).

### Sources
- Anthony Stokvis, Manuel d'histoire, de généalogie et de chronologie de tous les États du globe, depuis les temps les plus reculés jusqu'à nos jours, préf. H. F. Wijnman, éditions Brill Leyde 1889, réédition 1966, Volume II, chapitre II « France et Monaco »  e) États féodaux, § 84 « Seigneurie, puis baronnie et plus tard duché de Bourbon », p. 143 et tableau généalogique no 42, p. 144.